# Rillenstein von Marxen

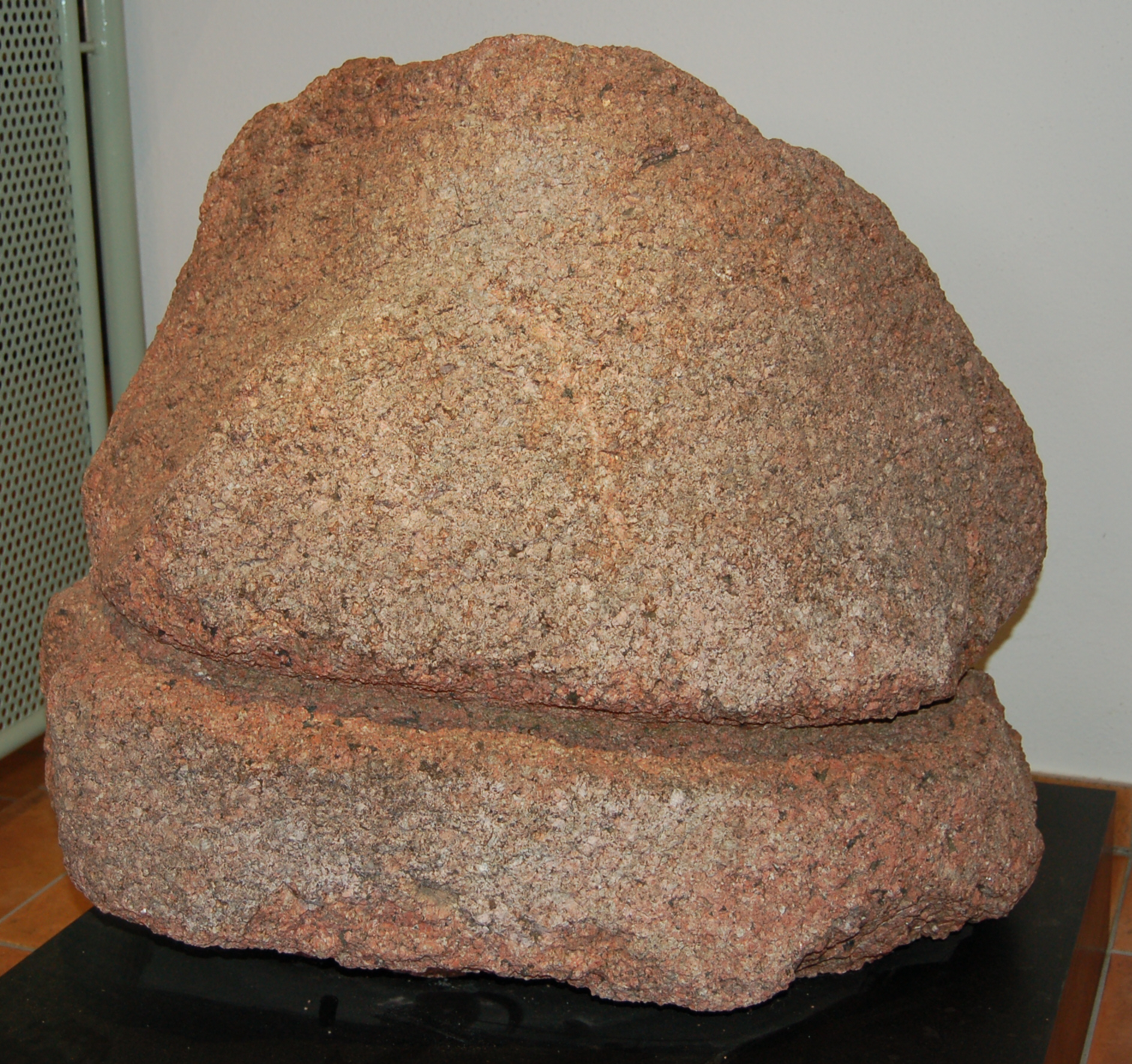
Der Rillenstein von Marxen

Der Rillenstein von Marxen ist ein archäologischer Fund aus Marxen am Berge, einem Ortsteil von Oldendorf (Luhe) in der Samtgemeinde Amelinghausen im Landkreis Lüneburg in Niedersachsen. 
Der Rillenstein besitzt eine umlaufende eingearbeitete Rille, was in Norddeutschland eher selten ist. Wann und mit welcher Intention die Rille in den Stein eingearbeitet wurde, ist unbekannt. Seine Funktion ist ebenfalls nicht näher bestimmbar. Er stammt aus dem östlichen Mittelschweden und gelangte durch ein Geschiebe an seinen Fundort. Er besteht aus Rapakiwi-Granit und ist etwa 1,5 Milliarden Jahre alt. Die Grundfarbe dieser Granite ist rötlich, hervorgerufen durch große Mengen von Kalifeldspaten.
Der Rillenstein befindet sich im Archäologischen Museum Oldendorf (Luhe), das in einem denkmalgeschützten Fachwerkhaus untergebracht ist.